# Sabrina Novotná
Sabrina Novotná (* 2. Juli 2000 in Prag) ist eine tschechische Handballspielerin.

## Karriere

### Im Verein
Sabrina Novotná spielte bis 2019 für DHK Baník Most. Mit Most gewann sie die tschechische Meisterschaft. 2019 ging sie in die Slowakei zu HK Slovan Duslo Šaľa. 2021 kehrte sie nach Tschechien zurück und steht im Kader von Házená Kynžvart. Im Sommer 2025 wechselte zum französischen Verein Metz Handball.

### In Auswahlmannschaften
Ihr Debüt für die tschechische Nationalmannschaft gab sie im November 2019 gegen die Schweiz. Ihre erste große Turnierteilnahme war die Europameisterschaft 2020, wo sie mit Tschechien den 15. Platz belegte. Bei der Weltmeisterschaft 2023 belegte sie mit Tschechien den 8. Platz. Auch bei der Europameisterschaft 2024 stand sie im Kader und belegte mit Tschechien den 14. Platz.